# Бургштедт
Бургштедт (нем. Burgstädt) — город в Германии, в земле Саксония. Подчинён административному округу Хемниц. Входит в состав района Средняя Саксония. Подчиняется управлению Бургштедт.  Население составляет 11491 человек (на 31 декабря 2010 года). Занимает площадь 25,76 км². Официальный код  —  14 1 82 060.
Город подразделяется на 8 городских районов.